# Stephanie Planckaert
Stephanie Planckaert (Deinze, 30 december 1988) is een Belgische tv-persoonlijkheid. Ze is de dochter van voormalig wielrenner Eddy Planckaert.
Ze raakte voornamelijk bekend door het programma De Planckaerts, waarbij camera's het gezin Planckaert volgde voor 12 seizoenen lang.
Hierin volgde de camera's het wel en wee ten huize Planckaert. In 2010 was Stephanie nog te zien in het programma MasterChef op VTM.

## Televisie
- De Rugzak (2024) - als zichzelf
- Een echte job (2024) - als zichzelf
- Het Huis (2023) - als zichzelf
- The Big Bang (2023) - als kandidate samen met Francesco Planckaert
- De Ideale Wereld (2023)
- James de muscial (2023)[2]
- Code van Coppens (2022) - als kandidaat samen met Francesco Planckaert
- Onverwacht (2021) als zichzelf samen met haar dochter Iluna Timmerman
- De Cooke & Verhulst Show (2021)
- Château Planckaert (2020-heden) - als zichzelf
- Vrede op aarde (2020, 2024)
- Grote Ster, Kleine Ster (2014) - als kandidaat
- De Grote Sprong (2013) - als kandidaat
- MasterChef (2010) - als kandidaat
- De Planckaerts (2003-2009) - als zichzelf

## Privé
Planckaert trouwde in 2009 met Christopher Timmerman met wie ze sinds 2002 samen was. Ze beviel in 2005 van een dochter, op zestienjarige leeftijd. Daarover schreef ze een boek. In 2007 beviel ze van een tweede kind en in 2015 van haar derde kind.
Het koppel woonde samen met de rest van het gezin in de Ardennen waar ze hun eigen B&B uitbaten, bekend geworden door Château Planckaert dat uitgezonden wordt op VRT. In 2023 keerde het gezin terug naar België.
- International Standard Name Identifier: 0000 0003 6871 2963
- Nederlandse Thesaurus van Auteursnamen: 297714015
- Virtual International Authority File: 282006807